# Том Пардом
Томас Едвард Пардом (Thomas Edward Purdom; нар. 19 квітня 1936, Нью-Гейвен, штат Коннектикут — 14 січня 2024) — американський письменник, переважно відомий завдяки науковій фантастиці та документальній літературі. Його невелику повість «Гра скам’янілостей» (англ. «Fossil Game») було номіновано на премію «Г’юго» за найкращу котоку повість у 2000 році. Він також займався музичною критикою з 1988 року.

## Життєпис
Пардом — син Орландо Джексона Пардома та Інес Антонінетт Пардом, уродженої Тіньї. Будучи сином морського піхотинця, він відносно часто переїжджав і виріс переважно у Вест-Гейвені, штат Коннектикут, Сан-Дієго, Каліфорнія, Тампі, штат Флорида, і в Бейнбриджському військово-морському навчальному центрі у штаті Меріленд . Він пішов з дому в 1954 році і з тих пір живе у Філадельфії.
З 1954 по 1968 рік Пардом працював офісним клерком, головним чином для United Airlines, і писав на стороні. З 1968 по 1970 рік він був редактором і автором в Університеті Пенсільванії, після чого викладав англійську мову в Університеті Темпл у Філадельфії до 1971 року. З 1963 працював за сумісництвом. Окрім наукової фантастики, він також написав сценарій для наукового фільму, працював автором технічних і наукових питань у різних галузях і виступав як музичний критик для кількох місцевих журналів у Філадельфії.
У 1957 році в науково-фантастичному журналі Fantastic Universe було опубліковано його перше оповідання Grieve for a Man . Оповідання та повісті Пардома згодом з’являлися в таких журналах, як «Science Fiction Magazine Isaac Asimov», «Analog», «Фентезі & Сайнс фікшн», «Гелексі сайнс фікшн», «Емейзін сторіз» і в різних антологіях . Його дебютний роман «Я хочу зірок» був опублікований у 1964 році, за ним послідували ще чотири романи, включно з «Баронами поведінки» (1972). Цей роман також слідує шаблону, який кілька разів використовував Пардом, у якому головний герой бореться проти тиранії та зрештою перемагає. Тут тиранія в майбутній Америці здійснюється альянсом науки, технологій і політики, який в ім’я порядку прагне придушити будь-які прояви свободи та творчості.
Пардом був одружений на Сарі Джин Вескот з 1960 року, від якої у нього є син (1964 року народження). Сара Пардом померла в 2006 році.

## Переклади
Твори Пардома перекладено німецькою, китайською, бірманською, російською, чеською та іншими мовами. Він живе у Філадельфії.